# Anton Sosnin
Anton Vasiljevitsj Sosnin (Sint-Petersburg, 27 januari 1990) is een Russisch voormalig voetballer die doorgaans speelde als middenvelder. Tussen 2009 en 2021 was hij actief voor Zenit Sint-Petersburg, Krylja Sovetov Samara, Koeban Krasnodar, Dinamo Moskou en Neftechimik Nizjnekamsk.

## Spelerscarrière
Sosnin speelde vanaf 2006 in de jeugdopleiding van Zenit Sint-Petersburg, de club uit zijn geboortestad. In 2010 werd de middenvelder verhuurd aan Krylja Sovetov Samara. Voor die club speelde Sosnin in dat jaar tien wedstrijden en in januari 2011 nam Krylja hem transfervrij over. Hij speelde nog anderhalf jaar in Samara; in de winterstop van het seizoen 2011/12 nam Koeban Krasnodar de middenvelder over voor ongeveer anderhalf miljoen euro. Sosnin bleef bij Koeban tot en met het seizoen 2014/15, toen hij na afloop van zijn contract naar Dinamo Moskou verkaste. Daar tekende hij voor drie jaar. Later werd dit contract met een jaar verlengd. In 2021 was Sosnin vier maanden actief voor Neftechimik Nizjnekamsk. Hierna zette hij op eenendertigjarige leeftijd een punt achter zijn actieve loopbaan.

## Clubstatistieken
| Seizoen | Club                  | Competitie   | Competitie | Competitie | Beker | Beker | Internationaal | Internationaal | Totaal | Totaal |
| Seizoen | Club                  | Competitie   | Wed.       | Dlp.       | Wed.  | Dlp.  | Wed.           | Dlp.           | Wed.   | Dlp.   |
| ------- | --------------------- | ------------ | ---------- | ---------- | ----- | ----- | -------------- | -------------- | ------ | ------ |
| 2010    | Krylja Sovetov Samara | Premjer-Liga | 11         | 0          | 0     | 0     | —              | —              | 11     | 0      |
| 2011/12 | Krylja Sovetov Samara | Premjer-Liga | 31         | 0          | 1     | 0     | —              | —              | 32     | 0      |
| 2011/12 | Koeban Krasnodar      | Premjer-Liga | 4          | 0          | 0     | 0     | —              | —              | 4      | 0      |
| 2012/13 | Koeban Krasnodar      | Premjer-Liga | 2          | 0          | 2     | 0     | —              | —              | 4      | 0      |
| 2013/14 | Koeban Krasnodar      | Premjer-Liga | 19         | 0          | 1     | 0     | 6              | 0              | 26     | 0      |
| 2014/15 | Koeban Krasnodar      | Premjer-Liga | 24         | 1          | 4     | 0     | —              | —              | 28     | 1      |
| 2015/16 | Dinamo Moskou         | Premjer-Liga | 22         | 0          | 1     | 0     | —              | —              | 23     | 0      |
| 2016/17 | Dinamo Moskou         | FNL          | 18         | 0          | 0     | 0     | —              | —              | 18     | 0      |
| 2017/18 | Dinamo Moskou         | Premjer-Liga | 22         | 0          | 0     | 0     | —              | —              | 22     | 0      |
| 2018/19 | Dinamo Moskou         | Premjer-Liga | 12         | 0          | 2     | 0     | —              | —              | 14     | 0      |
| 2019/20 | Dinamo Moskou         | Premjer-Liga | 4          | 0          | 0     | 0     | —              | —              | 4      | 0      |
| Totaal  | Totaal                | Totaal       | 169        | 1          | 11    | 0     | 6              | 0              | 186    | 1      |